# Europees kampioenschap basketbal mannen 1991
Eurobasket 1991 was de 27e editie van het Europees kampioenschap basketbal. Eurobasket 1991 werd georganiseerd door FIBA Europe. Acht landen die ingeschreven waren bij de FIBA, namen deel aan het toernooi dat gehouden werd in juni 1991 te Rome, Italië. Het basketbalteam van Joegoslavië won in de finale van het toernooi met 88-73 van het gastland, waarmee het de uiteindelijke winnaar van Eurobasket 1991 werd. De strijd om de derde en vierde plaats werd beslecht door Spanje en Italië. Spanje won de wedstrijd met 101-83.

## Eindklassement
1. Joegoslavië
2. Italië
3. Spanje
4. Frankrijk
5. Griekenland
6. Tsjecho-Slowakije
7. Polen
8. Bulgarije

| Eurobasket 1991 winnaar  |
| ------------------------ |
| Joegoslavië Vijfde titel |

## Individuele prijzen

### MVP (Meest Waardevolle Speler)
- Toni Kukoč

### All-Star Team
- Ferdinando Gentile
- Nikos Galis
- Toni Kukoč
- Antonio Martín Espina
- Vlade Divac